# Jan Machnik
Jan Eugeniusz Machnik (ur. 20 września 1930 w m. Łuka, zm. 7 października 2023) – polski archeolog, profesor nauk humanistycznych.

## Życiorys
Urodził się w rodzinie nauczycielskiej jako syn Władysława i Katarzyny. Studiował na Uniwersytecie Jagiellońskim (absolwent archeologii z 1953) oraz na Uniwersytecie im. Adama Mickiewicza w Poznaniu, gdzie w 1955 uzyskał tytuł zawodowy magistra historii kultury materialnej, broniąc pracy pt. Osada wczesnośredniowieczna w Igołomii koło Krakowa. Rozpoczął następnie pracę w Zakładzie Archeologii Małopolski Instytutu Historii Kultury Materialnej w Krakowie. W następnych latach zajął się badaniami nad problematyką końca neolitu i początków epoki brązu w Europie środkowej, broniąc pracę doktorską Studia nad kulturą ceramiki sznurowej w Małopolsce. W kolejnych latach uzyskał stopień doktora habilitowanego, a w 1976 tytuł profesora nauk humanistycznych.
W latach 1966–1990 kierował Zakładem Archeologii Małopolski Instytutu Historii Kultury Materialnej w Krakowie, a później Instytutem Archeologii i Etnologii PAN w Krakowie. Od 1968 był wykładowcą UJ, a od 1976 zajmował stanowisko profesora na tej uczelni. W 1990 został członkiem Międzynarodowej Unii Nauk Pre- i Protohistorycznych (UISPP), a w 1992 członkiem Polskiej Akademii Umiejętności. Pełnił m.in. funkcję wiceprezesa PAU. W 1966 został redaktorem „Sprawozdań Archeologicznych”. Prowadził prace wykopaliskowe w Polsce, na Słowacji, na Ukrainie i we Francji. Wykładał później również w Instytucie Archeologii Uniwersytetu Rzeszowskiego.
W 2011, za wybitne zasługi w pracy naukowo-badawczej, za osiągnięcia w działalności dydaktycznej i społecznej, został odznaczony Krzyżem Komandorskim Orderu Odrodzenia Polski. W 2005 otrzymał Krzyż Oficerski tego orderu. W 2013 za zasługi na polu współpracy polsko-słowackiej w dziedzinie archeologii uhonorowano go Medalem św. Gorazda.

## Życie prywatne
W 1958 zawarł związek małżeński z Anną Dzieduszycką, z którą miał dwie córki: Dominikę i Michalinę. 

## Wybrane publikacje
- Studia nad kulturą ceramiki sznurowej w Małopolsce, Zakład Narodowy im. Ossolińskich, Wrocław 1966
- Materiały do prahistorii ziem polskich Cz. 3, Epoka brązu. Z. 1, Stosunki kulturowe na przełomie neolitu i epoki brązu w Małopolsce (na tle przemian w Europie Środkowej), Instytut Historii Materialnej PAN, Warszawa 1967
- Frühbronzezeit Polens (Übersicht über die Kulturen und Kulturgruppen), Zakład Narodowy im. Ossolińskich, Wrocław 1977
- Kultury z przełomu eneolitu i epoki brązu w strefie karpackiej, Zakład Narodowy im. Ossolińskich, Wrocław 1987
- Iwanowice, stanowisko Babia Góra, część II. Cmentarzysko z wczesnego okresu epoki brązu (red.), Instytut Historii Materialnej PAN, Kraków 1991
- Kultura mierzanowicka. Chronologia, taksonomia i rozwój przestrzenny (współautor ze Sławomirem Kadrowem), Oddział PAN, Kraków 1997